# نحمیا تاماری
نحمیا تاماری (انگلیسی: Nehemiah Tamari؛ ۱۷ نوامبر ۱۹۴۶ – ۱۲ ژانویه ۱۹۹۴) سرلشکر نیروهای دفاعی اسرائیل بود، که در فاصله سال‌های ۱۹۹۳ تا ۱۹۹۴ به‌عنوان فرمانده ستاد فرماندهی مرکزی اسرائیل فعالیت می‌کرد.
تاماری فعالیت نظامی را از سال ۱۹۶۵ در تیپ ۳۵ چترباز نیروی زمینی اسرائیل آغاز کرد، از ۱۹۸۲ تا ۱۹۸۴ فرمانده سایرت متکل بود، از ۱۹۸۴ تا ۱۹۸۶ فرماندهی تیپ ۵۵ چترباز را برعهده داشت و در فاصله سال‌های ۱۹۸۶ تا ۱۹۸۸ به‌عنوان فرمانده تیپ ۹۳۳ نهال فعالیت می‌کرد. 
وی از ۱۹۸۸ تا ۱۹۹۰ فرمانده تیپ ۳۵ چترباز بود و از ۱۹۹۰ تا ۱۹۹۳ فرماندهی لشکر ۹۱ گالیل را برعهده داشت.
تاماری در ۱۲ ژانویه ۱۹۹۴ در یک سانحه هلیکوپتر کشته شد. هلیکوپتر بل ۲۰۶ حامل وی، هنگام تلاش برای فرود در محل فرود هلیکوپتر ستاد فرماندهی مرکزی، واقع در نیوه یاکوف، اورشلیم شرقی، سقوط کرد.